# Кочин, Николай Иванович
Николай Иванович Ко́чин (1902—1983) — русский советский писатель, почётный гражданин Нижнего Новгорода.

## Биография
Родился 2 (15) июля 1902 года в селе Гремячая Поляна (ныне Дальнеконстантиновского района Нижегородской области) в семье крестьянина. О своём детстве он вспоминал так: «Рос, как крапива у забора, в ужасающей бедности. Моё детство прошло в лишениях, в среде деревенских ребят, наиболее отчаянных и даровитых. Эта среда на всю жизнь определила мой характер и мироощущение».
Окончив сельскую школу, Кочин продолжает обучение в начальном училище в районном центре Дальнее Константиново.
В первые послереволюционные годы работал в Комитете бедноты, был селькором газеты «Беднота». С 1920 по 1924 год учился в Нижегородском педагогическом институте, работал учителем в городе Павлово-на-Оке, а затем в Туапсе. Печататься стал с 1925 года.
В 1928 году напечатал свой первый крупный роман «Девки» о жизни крестьянства накануне коллективизации. Роман был напечатан в журнале «Октябрь» и удостоился высоких оценок критиков. В том же году переехал в Нижний Новгород.
В 1930 году женился на Анне Ивановне Кочемасовой. В 1931 году у них родилась дочь Екатерина.
В 1934 году был делегатом Первого Всесоюзного съезда советских писателей. В том же году был избран членом Ревизионной комиссии Союза писателей СССР, встретился с Максимом Горьким.
В 1930-е годы много ездит по стране и поначалу восторгается по поводу создания колхозов в деревне. Тем не менее впоследствии его взгляды резко изменились. В повести «Тарабара» и неизданном «Деревенском дневнике» он показал, что колхозники не испытывали удовлетворения от совместного труда.
В 1940 году вступил в ВКП(б).
В 1941 году избирается ответственным секретарём горьковского отделения Союза писателей СССР.
17 сентября 1943 года репрессирован по обвинению по ст. 58-10 ч. 2, 58-11 УК РСФСР (антисоветская агитация, участие в антисоветской организации). Осуждён к 10 годам ИТЛ, 5 годам поражения в правах. Исключён из Союза писателей. Этапирован в Казахстан. В 1950-х годах находился в первом лаготделении Степлага (Рудник).
В 1953 году вернулся, но ему не разрешили жить с семьёй, поэтому перебрался в город Бор.
В 1956 году полностью оправдан и восстановлен в Союзе писателей и Коммунистической партии.
В конце жизни обращается к патриотической теме, пишет роман о киевском князе Святославе.

Мемориальная доска в память Н. И. Кочина

Н. И. Кочин умер 31 мая 1983 года. Похоронен в Горьком на Бугровском (Красном) кладбище.

## Творчество
Большая часть произведений Кочина связана с Нижегородским краем и родным селом. В своих произведениях он поначалу показывал жизнь в селе так, как он её запомнил; но со временем он стал отражать в своих произведениях и происходящие в обществе изменения, такие как коллективизация, за что был немедленно подвергнут критике.
После лагеря в творчестве писателя появилась новая тема — жизнь лагерников. Но при этом писатель не прекращал писать книги о родном крае. В последние годы жизни писателя его стала волновать тема патриотизма, но, ввиду его смерти, написанный им роман был опубликован только после распада СССР.
Писатель работал как в жанре беллетристики, так и в области публицистики, оставив множество фактов исторического и социологического характера о Нижегородском крае.

## Произведения
- «Девки» (роман, 1928—1931).
- «Записки селькора» (повесть, 1929)
- «Почин Починок» (публицистика, 1931)
- «Тарабара»(повесть, 1933)
- «Парни» (роман, 1934)
- «Юность» (автобиографическая повесть, 1937)
- «Кулибин» (2-я редакция 1940)
- «Деревенский дневник» (1941)
- «Деревня в дни войны» (публицистика, 1942)
- «Цыплёнок пареный» (повесть, 1962)
- «По вольному найму» (повесть, 1964)
- «Нижегородский Откос» (роман, 1970)
- «Гремячая поляна» (роман, 1971)
- «Князь Святослав» (роман, 1993)
- «Спелые колосья» (сборник миниатюр, 2001)
- «Путь Савла» (повесть, 2007)

## Награды

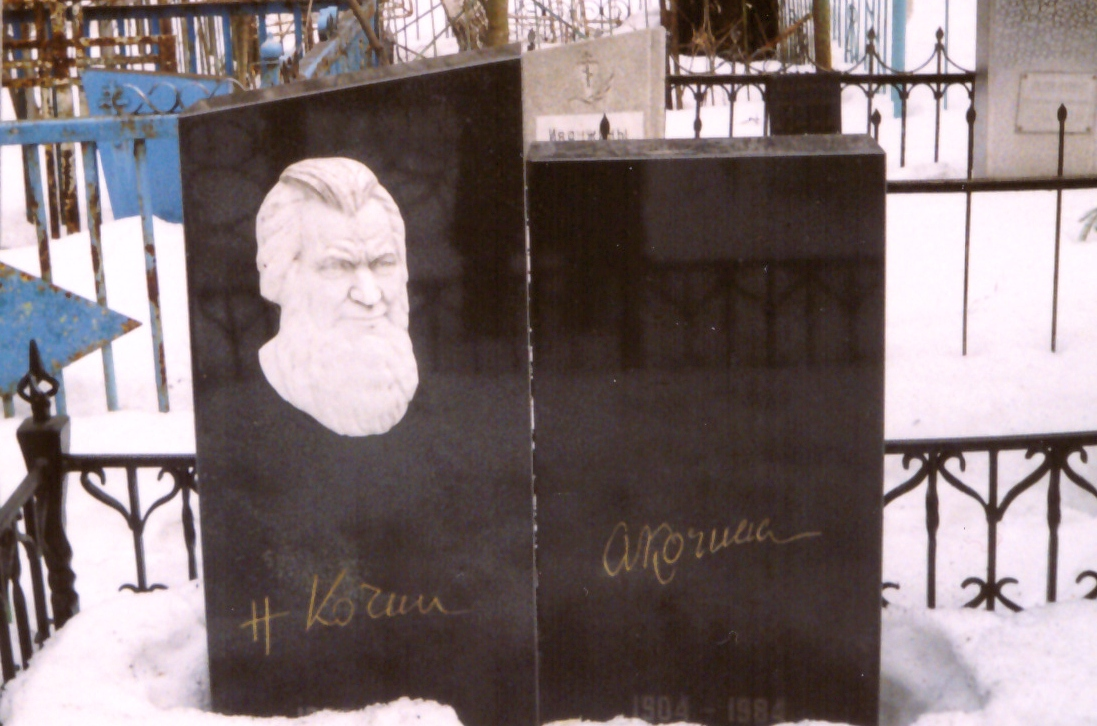
Могила писателя Н. И. Кочина
(Нижний Новгород, Бугровское кладбище)

### Ордена
- орден «Знак Почёта» (31.01.1939)
- орден Трудового Красного Знамени (17.07.1962)
- орден Октябрьской Революции (20.07.1972)
- орден Дружбы народов (14.07.1982)

### Медали
- Государственная премия РСФСР имени М. Горького (1978) — за трилогию «Юность», «Нижегородский откос», «Гремячая поляна»
- Почётный гражданин г. Горького (29.09.1982)[7]